# Donja Trnava (Prokuplje)
Donja Trnava (em cirílico: Доња Трнава) é uma vila da Sérvia localizada no município de Prokuplje, pertencente ao distrito de Toplica, na região de Toplica. A sua população era de 1392 habitantes segundo o censo de 2011.

## Demografia
| 1948 | 1953 | 1961 | 1971 | 1981 | 1991 | 2002 | 2011 |
| ---- | ---- | ---- | ---- | ---- | ---- | ---- | ---- |
| 1688 | 1797 | 1847 | 1772 | 1740 | 1699 | 1600 | 1392 |